# Eva Birnerová
Eva Birnerová (Duchcov, 1984. augusztus 14. –) cseh teniszezőnő. 2002-ben kezdte profi pályafutását, eddigi karrierje során tizenegy egyéni és öt páros ITF-tornát nyert meg. Legjobb egyéni világranglista-helyezése ötvenkilencedik volt, ezt 2007 januárjában érte el.

## Eredményei Grand Slam-tornákon

### Egyéniben
| Torna           | 2007   | 2006   | 2005   | 2004   | 2003   |
| --------------- | ------ | ------ | ------ | ------ | ------ |
| Australian Open | 3. kör | 1. kör | -      | 1. kör | -      |
| Roland Garros   | 1. kör | 1. kör | 2. kör | 1. kör | 1. kör |
| Wimbledon       | 1. kör | 2. kör | 1. kör | 1. kör | -      |
| US Open         | -      | 2. kör | 1. kör | -      | -      |

## Év végi világranglista-helyezései
| Év       | 2000 | 2001 | 2002 | 2003 | 2004 | 2005 | 2006 | 2007 | 2008 |
| Helyezés | 780  | 372  | 215  | 110  | 139  | 116  | 80   | 160  | 699  |

## Külső hivatkozások
- Eva Birnerová hivatalos honlapja
- Eva Birnerová profilja a WTA oldalán (angolul)
- Eva Birnerová profilja az ITF oldalán (angolul)
- Eva Birnerová profilja a Billie Jean King-kupa oldalán (angolul)